# Cmentarz wojenny nr 1 – Ożenna
Cmentarz wojenny nr 1 – Ożenna – cmentarz z I wojny światowej zaprojektowany przez Dušana Jurkoviča, 
znajdujący się w miejscowości Ożenna w gminie Krempna w powiecie jasielskim. Jeden z ponad 400 zachodniogalicyjskich cmentarzy wojennych zbudowanych przez Oddział Grobów Wojennych C. i K. Komendantury Wojskowej w Krakowie. Należy do I Okręgu Cmentarnego Nowy Żmigród.

## Opis
Obiekt znajduje pod szczytem wzgórza Czeremcha, na wysokości około 610 m, blisko granicy państwowej. Ma kształt kwadratu o powierzchni 25 m² i formę kurhanowego kopca. Zachował się monolitowy dwuramienny krzyż z piaskowca na środku kopca oraz kamienna płyta z wyrytą inskrypcją. Cmentarz jest oddalony o około 50 m od cmentarza wojennego nr 2.
Na cmentarzu pochowano 130 żołnierzy rosyjskich w 1 mogile zbiorowej poległych w walkach o przełęcz w Ożennej 27 listopada 1914.

## Galeria

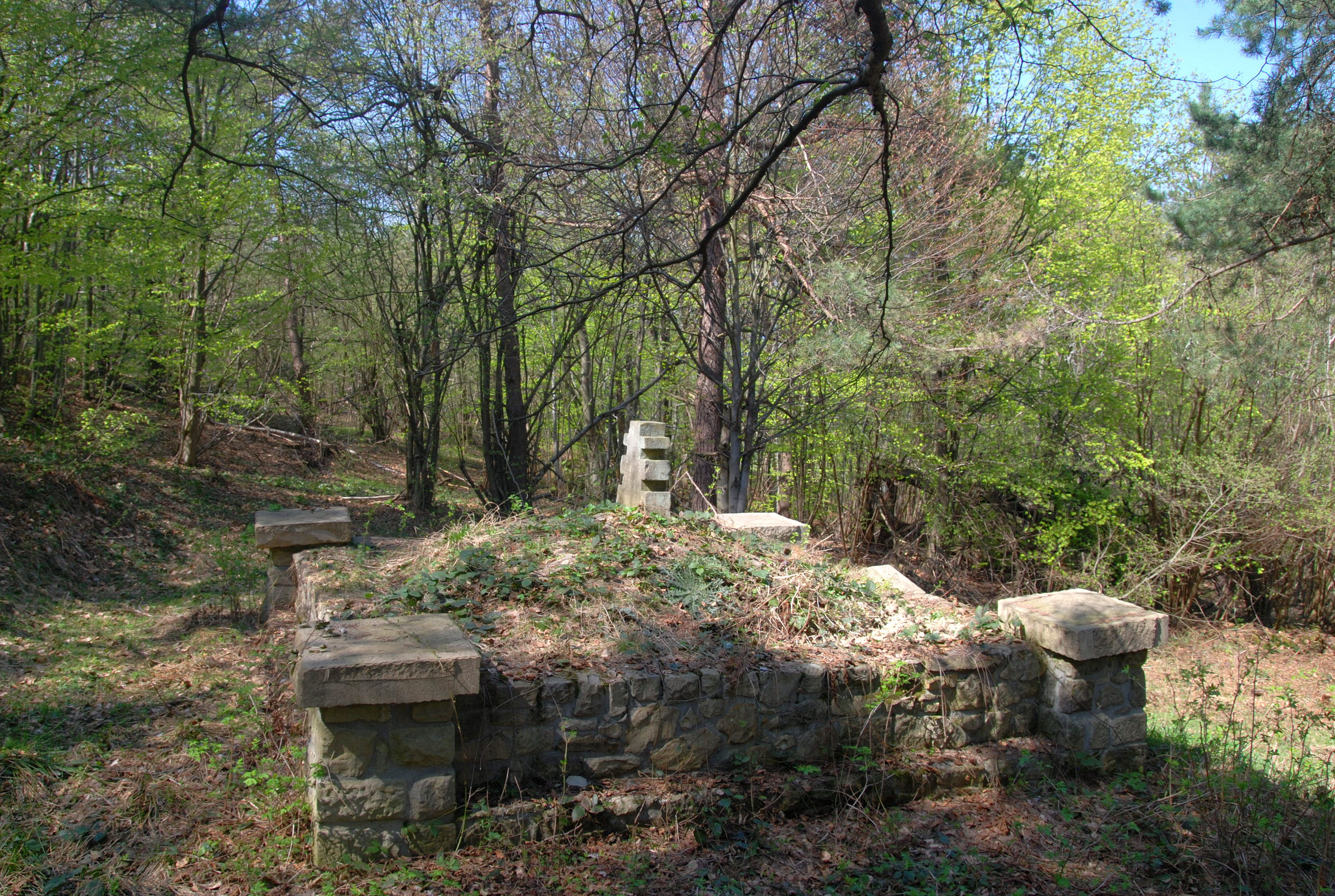
Widok od strony wschodniej
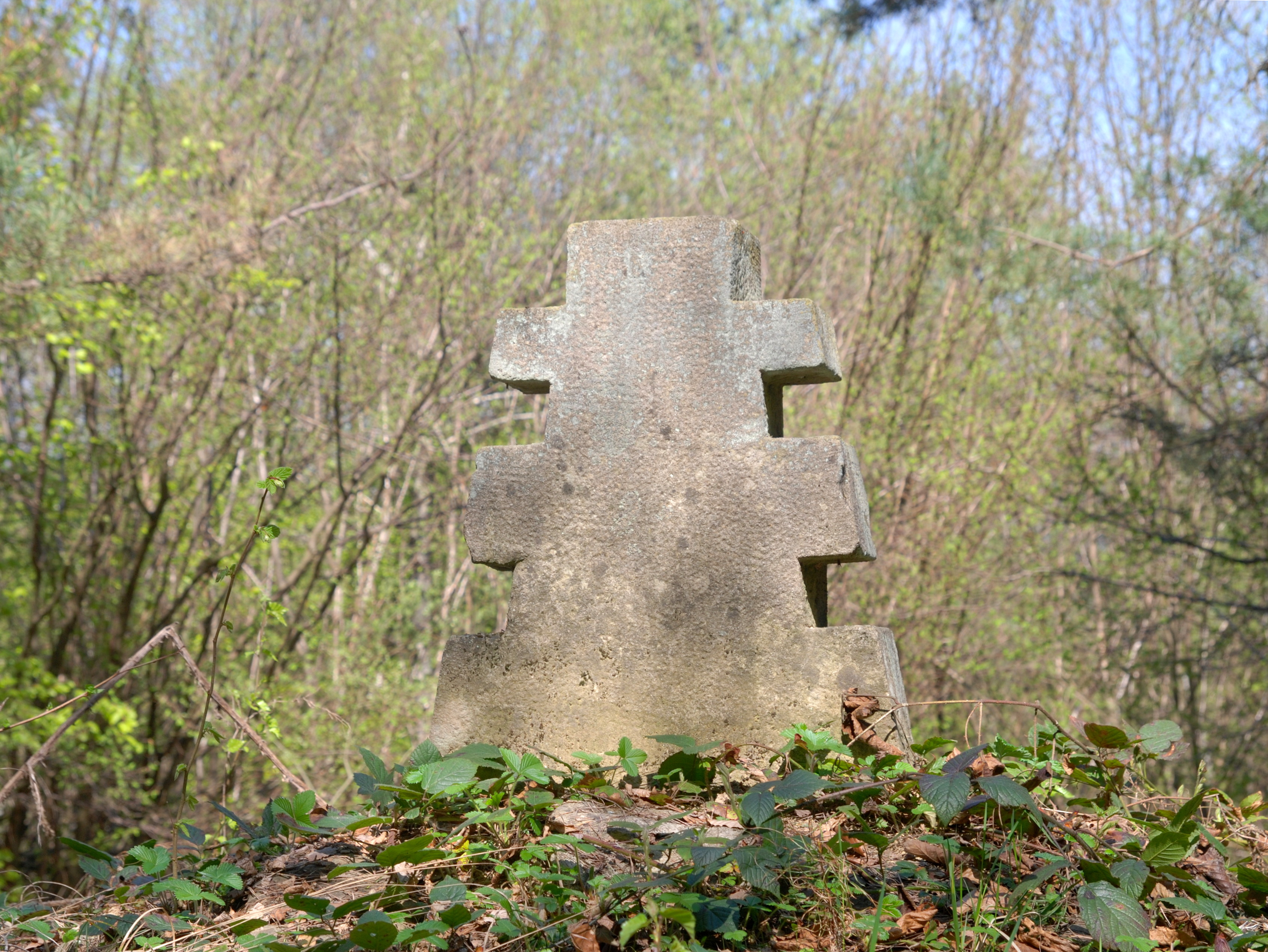
Pomnik na środku kopca
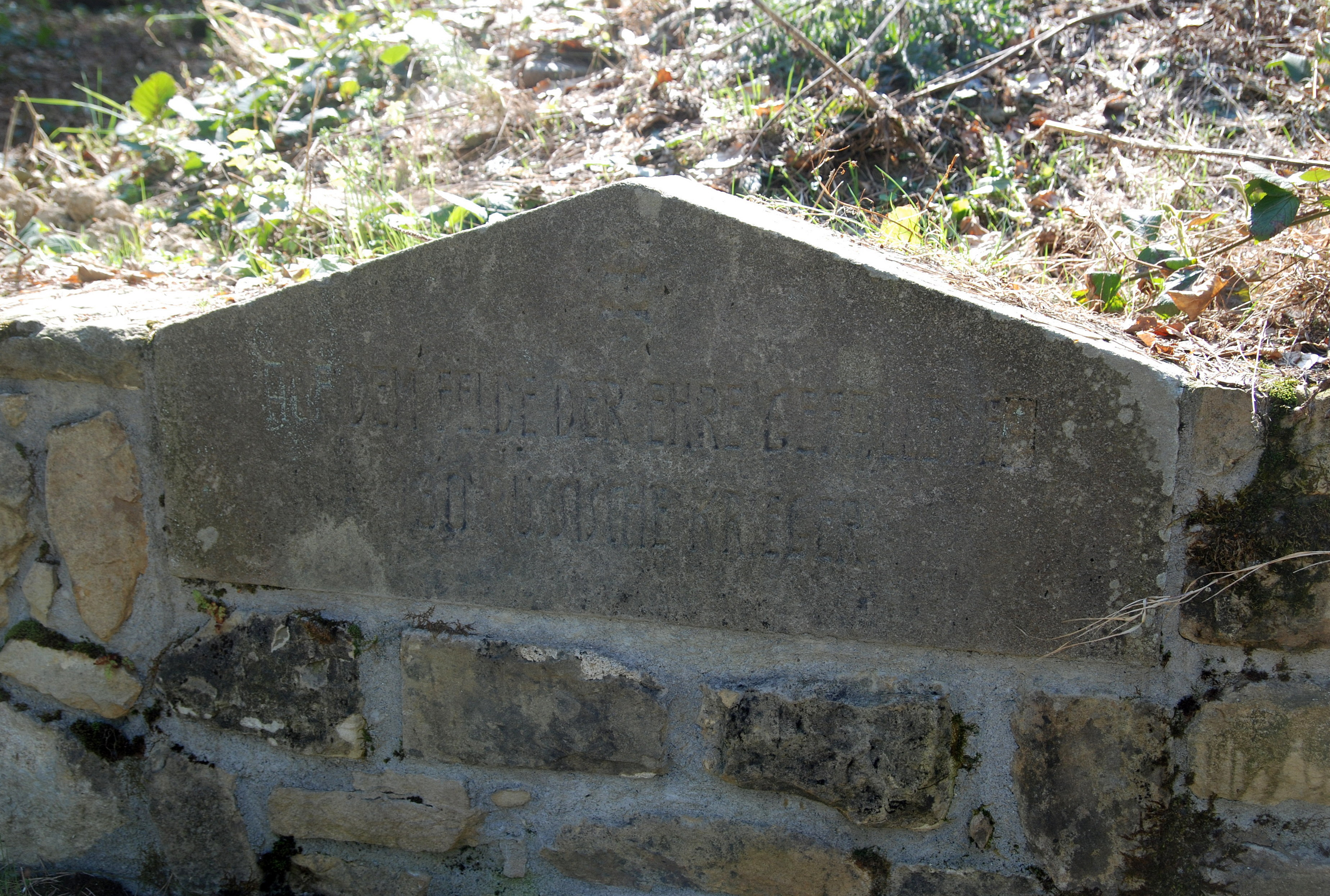
Inskrypcja